# Трибунал Рассела
Трибунал Рассела по расследованию военных преступлений, совершённых во Вьетнаме (также известный как Трибунал Рассела, Трибунал Рассела-Сартра) — неофициальный частный трибунал, организованный английским философом и общественным деятелем Бертраном Расселом, совместно с французским философом Жаном-Полем Сартром, проводившийся в 1967 году. Основной целью трибунала было расследование военных преступлений, совершённых в период с начала гражданской войны во Вьетнаме в 1954 году. Участниками трибунала стали не только профессиональные юристы, но и писатели, философы, поэты и учёные. Хотя трибуналом были проведены две сессии, он не обладал никакими правомочиями, а его решения не имели юридической силы. В зарубежной литературе трибунал Рассела характеризуется как «суд кенгуру» (англ. kangaroo court).

## Предпосылки и история создания
Масштабное вмешательство США в гражданскую войну во Вьетнаме, после чего последняя приобрела международный характер, вызвало общественный резонанс во всем мире. Многие люди (среди которых были всемирно-известные философы, учёные и политики, а также молодежь движения хиппи) выразили открытый протест против этой войны. В США и Европе росли пацифистские и антимилитаристские настроения.

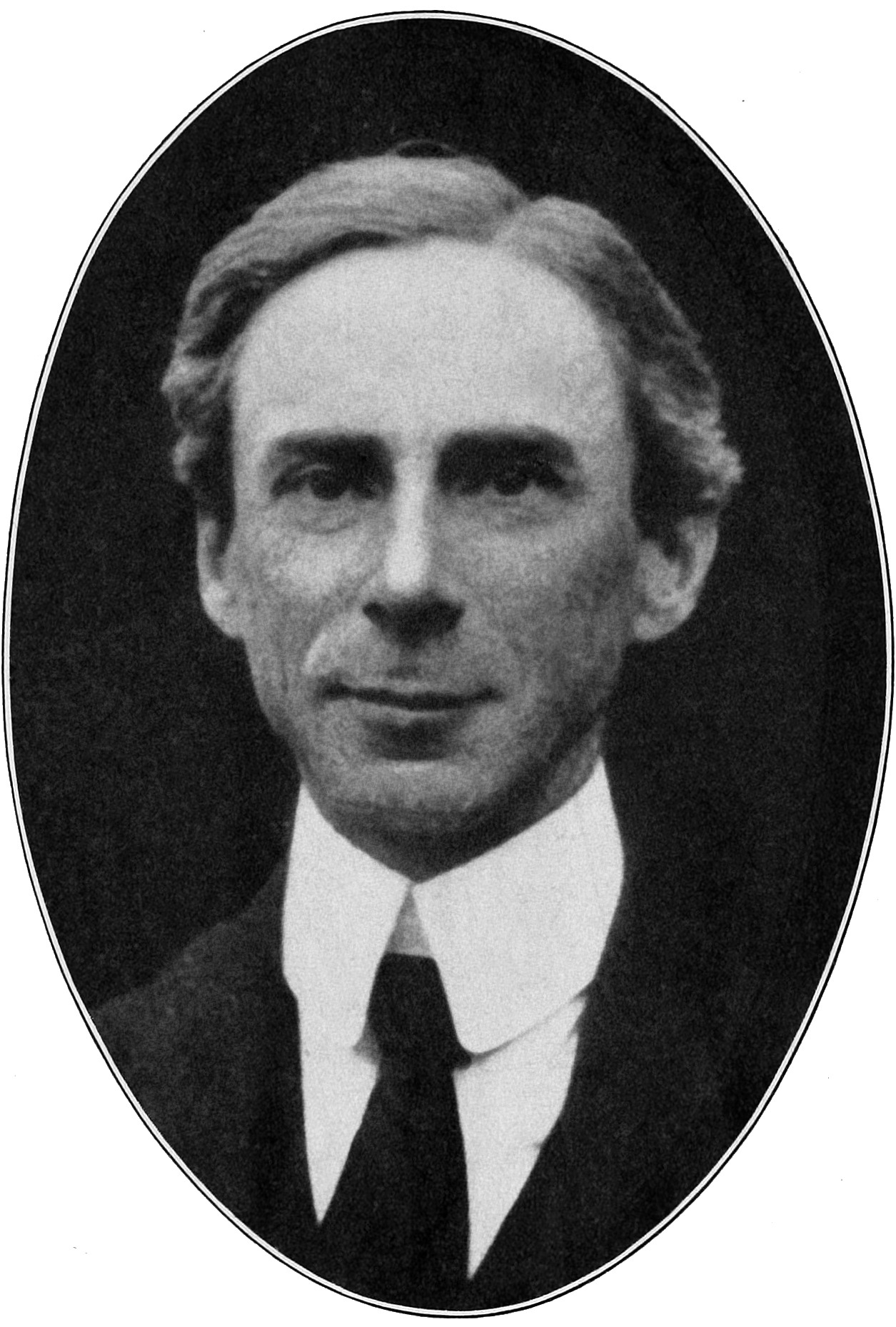
Бертран Рассел — вдохновитель и инициатор Трибунала

В 1966 году известный британский философ и пацифист Бертран Рассел опубликовал свою книгу «Военные преступления во Вьетнаме», в которой он выступил с резкой критикой действий США во Вьетнаме, расценив их как осуществление геноцида по отношению к населению Вьетнама. В ней он также отмечал, что американское участие в войне сначала отрицалось вовсе, затем оно было признано, однако называлось «консультационной деятельностью»; применение американцами во Вьетнаме химического оружия также долгое время скрывалось, а впоследствии было заявлено, что «химические препараты использовались вопреки советам и пожеланиям США». По мнению Рассела, события во Вьетнаме показывали, до какой степени лживости могла дойти пропаганда демократического Запада, покрывая страшнейшие преступления своего времени. Ещё до выхода книги, в 1964 году, в своей статье для газеты «New York Times», которая так и не была опубликована, Рассел писал, что войну во Вьетнаме «нельзя рассматривать иначе, как варварство, напоминающее по приёмам ведения войны методы, продемонстрированные немцами в Восточной Европе и японцами в Юго-Восточной Азии».
После опубликования «Военных преступлений во Вьетнаме», в 1966 году Бертран Рассел выступил с инициативой проведения Трибунала по расследованию военных преступлений во Вьетнаме. Он был убеждён, что «преступление молчания» необходимо предотвратить, а мировое сообщество должно (на основе достоверной информации) сделать свои, независимые от политической конъюнктуры, выводы:
Мы не судьи. Мы — свидетели. Наша задача сделать человечество свидетелем ужасных военных преступлений и объединить человечество на стороне справедливости в войне во Вьетнаме.
Инициатива Рассела была поддержана многими мыслителями, учёными, общественными и политическими деятелями. Сам Рассел обосновывал создание трибунала словами главного обвинителя от США при Нюрнбергском процессе, Роберта Джексона:
Если определённые действия и нарушения договоров являются преступными, то они суть преступления, независимо от того, кто их совершает, будь то Соединённые Штаты или Германия. Возлагая на кого-то ответственность за преступные действия, мы сами должны быть готовы нести ответственность.
Состав трибунала формировался из представителей 18 стран и состоял из 25 известных личностей, преимущественно членов пацифистских организаций левого толка. Многие из них являлись лауреатами Нобелевской премии. Однако, среди них не было ни одного прямого представителя непосредственных участников конфликта — Северного Вьетнама, Южного Вьетнама и США. Финансирование трибунала осуществлялось из множества источников.
Учредительное собрание Трибунала состоялось 15 ноября 1966 года в Лондоне. На первом заседании Рассел предложил назначить несколько комиссий, которые займутся расследованием отдельных сторон вопроса. При этом Рассел подчеркивал, что за всю свою долгую жизнь не помнит такого кровавого безумия, которое имеет сейчас место во Вьетнаме. Заседание прошло успешно, и решено было провести следующее в начале 1967 года, когда будет готов доклад комиссии, направленной Трибуналом в Индокитай.

## Состав трибунала
- Бертран Рассел (Почётный Президент);
- Жан-Поль Сартр (Президент);
- Владимир Дедьер (Председатель и ведущий сессии Трибунала, доктор права, историк)
- Вольфганг Абендрот (доктор права, профессор политических наук, Марбургский университет);
- Гюнтер Андерс (писатель и философ);
- Мехмет Али Айбар (международный адвокат, член Турецкого парламента, президент рабочей партии Турции);
- Джеймс Болдуин (афроамериканский писатель и эссеист);
- Лелио Бассо (международный адвокат, депутат итальянского парламента и член комиссии по иностранным делам, профессор Римского университета);
- Симона де Бовуар (писатель и философ);
- Ласаро Карденас (бывший президент Мексики);
- Стокли Кармайкл (председатель студенческого координационного комитета по ненасилию);
- Лоуренс Дейли (генеральный секретарь национального союза шахтёров);
- Дэйв Деллинджер (американский пацифист, редактор «Либерасьон»);
- Исаак Дойчер (историк);
- Хайка Гроссман (юрист);
- Гизель Халими (адвокат, автор работ о войне в Алжире);
- Амадо Эрнандес (поэт, президент национальной организации писателей, председатель Демократической партии труда Филиппин);
- Мельба Эрнандес (председатель кубинского комитета солидарности с Вьетнамом);
- Махмуд Али Касури (адвокат в Высшем суде Пакистана);
- Сара Лидман (писатель);
- Кинъю Морикава (посол, вице-президент Союза за гражданские свободы, Япония);
- Карл Оглесби (бывший президент союза студентов за демократическое общество, драматург, публицист);
- Сёити Саката (профессор физики);
- Лаури Шварц (профессор математики, Парижский университет);
- Петер Вайс (драматург)

## Цели Трибунала
Свои цели Трибунал сформулировал на Учредительной сессии в Лондоне, 15 ноября 1966 года:
1. Совершило ли Американское правительство (а также правительства Австралии, Новой Зеландии и Южной Кореи) акты агрессии в соответствии с международным правом?
2. Применяла ли, испытывала ли американская армия новые вооружения или оружие, запрещённое законами войны?
3. Имели ли место бомбардировки сугубо гражданских объектов, как то госпиталей, школ, санаториев, дамб и т. д. и в каких масштабах это происходило?
4. Подвергались ли вьетнамские заключённые негуманному обращению, запрещённому законами войны и, в особенности, подвергались ли они пыткам и увечьям? Имели ли место незаконные репрессии против гражданского населения, и особенно, казни и взятие заложников?
5. Создавались ли принудительные трудовые лагеря, производились ли депортации населения, совершались ли какие-то иные акты геноцида?

Кроме того, общая цель Трибунала была сформирована следующим образом:
Трибунал рассмотрит все доказательства, которые будут представлены перед ним любой стороной и из любого источника. Доказательства могут быть представлены в форме письменных документов или показаний свидетелей. Ни одно доказательство, касающееся дела, не уйдёт от внимания трибунала... Национальный фронт освобождения и Правительство Демократической республики Вьетнам заверили нас в своём желании сотрудничать... Глава Камбоджи, Принц Сианук, также предложил свою помощь... Мы предлагаем Правительству США предоставить свои доказательства или заверить, что они будут представлены... Нашей задачей является установить, не обращая внимание на страх или симпатии, всю правду об этой войне. Мы искренне надеемся, что наши попытки внесут ценный вклад в мировое правосудие, в восстановление мира и освобождение людей от угнетения.

## Первая сессия Трибунала
Первая сессия Трибунала прошла 2-10 мая 1967 года в Стокгольме и была открыта речью Жан-Поля Сартра, которая была, по большей части, посвящена обоснованию легитимности трибунала, и в которой, также, была высказана идея о создании постоянно действующего судебного органа, в чью компетенцию входило бы расследование международных преступлений: геноцида, военных преступлений,агрессии:
Действительно, так ли уж все мы чисты? Разве не было совершено военных преступлений после 1945 года? Разве мы не прибегали к насилию и агрессии? Разве не было «геноцида»? Разве сильные страны не нарушали силовыми действиями суверенитет слабых? Последние двадцать лет — у нас у всех на глазах — идёт борьба слаборазвитых стран за свою независимость. Империи разваливаются, колонии становятся свободными. И все это совершается через страдания, пот и кровь. Разве в этих условиях постоянный Трибунал, по образу Нюрнбергского — не нужен?
На повестке дня Сессии стояли два вопроса:

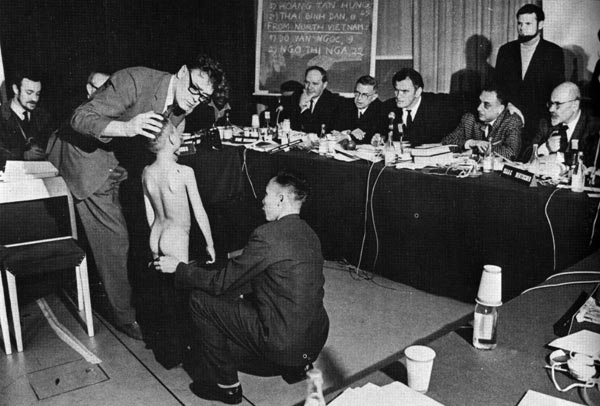
Перед членами трибунала показываются ужасные повреждения от напалма на теле девятилетнего вьетнамского мальчика

- Совершило ли правительство Соединённых Штатов (а также правительства Австралии, Новой Зеландии и Южной Кореи) акты агрессии в соответствии с международным правом?
- Проводились ли бомбардировки сугубо гражданских целей, как то госпиталей, школ, санаториев, дамб и т. д. и в какой степени это имело место?

Относительно первого вопроса, Трибунал пришёл к следующим выводам. Применение силы в международных отношениях было запрещено несколькими международными соглашениями, основное среди которых — Парижский Пакт 1928 года (известный как договор Бриан-Кэлог). Статья 2 Устава ООН подтвердила эти положения после Второй мировой войны. Шестая статья Нюрнбергского Статута также квалифицирует преступления против мира. Кроме того, следует напомнить, что резолюция ООН от декабря 1960 года признаёт за всеми народами фундаментальное право на национальную независимость, суверенитет, уважение целостности их территории и что посягательство на эти фундаментальные права может рассматриваться как преступление против национального существования. Женевскими соглашениями 1954 года Вьетнам был признан как правовое, независимое и целостное государство. Несмотря на то, что страна была разделена демаркационной линией по 17-й параллели, в соглашениях подчеркивалось, что эта линия создана для решения военных вопросов, и ни в коей мере не является политической или территориальной границей. В 1956 году на всей территории Вьетнама предполагалось провести выборы. Трибунал пришёл к выводу, что мирного развития события не произошло по причине действий и последующей интервенции США, правовые основания которой не выдерживают никакой критики. Главным аргументом «Правового меморандума о легальности участия Соединённых Штатов в защите Вьетнама» являлось утверждение, что американская интервенция во Вьетнаме является просто помощью правительству Сайгона в отражении агрессии Севера. Трибунал подверг критике данный аргумент, указав:
Согласно праву, необходимо признать, что Вьетнам представляет собой единое национальное образование, которое не может быть агрессором в отношении себя самого
В отношении второго вопроса, Трибунал также единогласно признал вину США за использование оружия, запрещённого Гаагскими конвенциями, бомбежки гражданских объектов и уничтожение мирного населения.
Из Вердикта первой сессии Трибунала от 10 мая 1967 года:

…Соединённые Штаты несут ответственность за применение силы и, как следствие, за преступление агрессии, за преступление против мира. США нарушили установленные положения международного права, закрепленные в Парижском Пакте и в Уставе ООН, а также установления Женевских соглашений о Вьетнаме 1954 года. Действия США подпадают под статью: Нюрнбергского трибунала и подлежат юрисдикции международного права. Соединённые Штаты попрали фундаментальные права народа Вьетнама. Южная Корея, Австралия и Новая Зеландия стали соучастниками этого преступления… 

…Трибунал располагает свидетельствами применения самых разнообразных военных средств, в том числе фугасных бомб (high-explosive bombs), напалма, фосфора, фрагментных бомб (fragmentation bombs), поражающих большое число лиц, в том числе из мирного населения.
Эти действия нарушают Гаагские конвенции (статьи 22, 23, 25, 27)… 

…Трибунал считает, что Соединённые Штаты, осуществлявшие бомбежки гражданских целей и гражданского населения, виновны в военных преступлениях. Действия США во Вьетнаме должны быть квалифицированы в целом как преступление против человечества (согласно статье 6 Нюрнбергского Статута) и не могут рассматриваться как простые следствия агрессивной войны.
Трибунал, помимо прочего, высказывается за то, чтобы бомбы типа CBU (фрагментные бомбы) были запрещены как оружие войны, ибо они имеют целью поражение наибольшего числа гражданских лиц… 

…В ходе военных рейдов были убиты тысячи мирных жителей, причем это уничтожение происходило постоянно и систематически. По некоторым достоверным американским источникам с начала войны были убиты 250000 детей, 750 000 — ранены и получили увечья. В отчёте сенатора Кеннеди от 31 октября 1967 года говорится о 150 000 раненых ежемесячно. Сравниваются с землёй селения, уничтожаются поля с посевами, разрушается хозяйственная инфраструктура. Есть сообщения об уничтожении целых деревень со всеми местными жителями. Американцами установлены также «зоны свободного огня», в пределах которых все движущееся считается враждебным объектом. Иными словами, военной целью является все население.
Треть населения Вьетнама, согласно американским данным, лишена своего места проживания и загнана в специальные поселения, называемые сегодня «деревнями новой жизни». Условия жизни здесь, согласно имеющимся у нас данным, близкие к условиям концентрационного лагеря. Интернированные — в основном женщины и дети… 
Вердикт Трибунала гласил:
- Ответ на первый вопрос — «Да» (единогласное решение).
- Ответ на второй вопрос — «Да» (единогласное решение).

Единогласно был принят вывод о том, что правительства Австралии, Новой Зеландии и Южной Кореи являются соучастниками агрессии и нарушений международных норм.

## Вторая сессия Трибунала
Вторая сессия Трибунала Рассела состоялась 20 ноября — 1 декабря 1967 года в Роскилле, Дания. На сессии были приняты решения по оставшимся вопросам, а также заслушан доклад Жан-Поля Сартра «О геноциде», в котором он исследовал сущность геноцида, выдвинув идею о том, что современный геноцид требует создания целой преступной системы:

Возможно, что в прошлом геноцид происходил спонтанно, в пылу страстей, в разгар племенных или феодальных конфликтов. Антипартизанский геноцид, напротив, есть продукт нашего времени, который с необходимостью предполагает организационные усилия, подготовку базы и, соответственно, наличие сообщников (находящихся на расстоянии от происходящего), а также соответствующий бюджет. Такой геноцид не может не быть обдуманным и спланированным. Значит ли это, что те, кто несёт за него ответственность, полностью отдают себе отчет в своих намерениях? Трудно сказать, поскольку в таком случае человеку пришлось бы признать злонамеренность пуританской мотивации.

Результатом Второй сессии Трибунала стал вынесенный Вердикт:
- На вопрос «Виновно ли правительство Таиланда в соучастии в агрессии, совершенной Соединёнными Штатами Америки против Вьетнама?» Трибунал проголосовал «да» — единогласно.
- На вопрос «Виновно ли правительство Филиппин в соучастии в агрессии, совершенной Соединёнными Штатами Америки против Вьетнама?» Трибунал проголосовал «да» — единогласно.
- На вопрос «Виновно ли правительство Японии в соучастии в агрессии, совершенной Соединёнными Штатами Америки против Вьетнама?» Трибунал проголосовал «да» — 8 голоса; 3 члена Трибунала высказали особое мнение: они согласны, что японское правительство оказывало помощь правительству Соединённых Штатов, однако не согласны признать соучастие Японии в совершении преступления агрессии.
- На вопрос: «Совершили ли Соединённые Штаты агрессию в отношении Лаоса, в соответствии с определением, даваемым международным правом?» Трибунал проголосовал «да» — единогласно.
- Использовали ли Соединённые Штаты оружие, запрещённое законами войны? Трибунал проголосовал «да» — единогласно.
- Подвергались ли военнопленные, захваченные армией Соединённых Штатов, обращению, запрещённому законами войны? Трибунал проголосовал «да» — единогласно.
- Подвергалось ли гражданское население негуманному обращению, запрещённому международным правом, со стороны вооружённых сил Соединённых Штатов Америки? Трибунал проголосовал «да» — единогласно.
- Виновны ли Соединённые Штаты Америки в геноциде населения Вьетнама? Трибунал проголосовал «да» — единогласно.

## Сущность и влияние
В 1967 году Международный трибунал по расследованию военных преступлений провёл два своих заседания — в Стокгольме и в Роскилле (Дания), где были заслушаны свидетельства о ведении войны во Вьетнаме. Приглашения участвовать в слушаниях, посланные от имени Трибунала американскому правительству, были проигнорированы. Многим тогда казалось, что ситуация выглядит нелепо: Трибунал не имел властных полномочий расследовать конфликт, да и, кроме того, симпатии Трибунала были заведомо известны. И действительно, никаких правовых последствий он фактически не создал, оставшись по своей природе частным расследованием и интеллектуальным форумом, а не полномочным международным судебным органом. Главным объектом критики остаётся предсказуемая и ясная антиамериканская позиция трибунала ещё до принятия решения по делу. Рассел планировал расследовать преступления, совершенные только Южным Вьетнамом, игнорируя факт того, что преступления совершались также и другой стороной конфликта. Стейтон Линд, руководитель Марша на Вашингтон в 1963 году, пишет следующее:

 В разговоре с эмиссаром Трибунала, доставившим мне приглашение об участии в его деятельности, я настаивал на том, что Трибуналом должны быть рассмотрены все преступления, совершенные обеими сторонами конфликта…аргументируя это тем, что преступление является таковым, вне зависимости от того, кто его совершил. После чего я спросил: что, если будет доказан факт пыток военнопленных Национальным фронтом освобождения Южного Вьетнама? Ответом на него, как я понял, было: любой способ сбросить в море империалистических агрессоров оправдан. После этого я отказался быть членом Трибунала.
Однако многие философские, политические и правовые идеи, возникшие в ходе создания и деятельности Трибунала, оказали большое влияние в последующем. Наиболее значимыми из них были вопросы о сущности геноцида, полномочиях и природе международных судов (в частности, на каком основании и в каких целях они должны создаваться) и иные. В своём обращении к американцам и к мировому общественному мнению, Трибунал призвал к активным действиям, способным остановить военные преступления и геноцид, совершаемые на глазах «цивилизованного человечества». Он впервые сказал о том, что и «демократические общества» способны на геноцид — о чём свидетельствует современная история Америки.
За Трибуналом по Вьетнаму последовал второй Расселовский трибунал по делу Бразилии и Чили, проводившийся в Риме (1974), Брюсселе (1975) и снова в Риме (1976). На заключительной сессии данного трибунала было объявлено о создании трёх новых международных органов: Международного института прав и свобод человека, Международной лиги прав и свобод человека и Постоянного народного трибунала. Последний из них, Постоянный народный трибунал, был учреждён 23 июня 1979 года, представляя собой независимый неправительственный международный суд. С момента своего основания по 1984 год, Трибунал принял два консультативных заключения по делу Западной Сахары и Эритреи и провёл 11 рабочих заседаний, последнее из которых было проведено в 1983 году в Мадриде.

## Подобные трибуналы
Случаи создания подобных независимых международных трибуналов происходили и после Расселовского Трибунала:
- Трибунал 1973 года по Латинской Америке
- Трибунал 1974—1976 годов по Чили (проходил в Риме)
- Трибунал 2001 года по нарушению прав человека в области психиатрии (проходил в Берлине)
- Трибунал 2004 года по Ираку (проходил в Брюсселе)
- Трибунал 2009—2012 годов по Палестине (заседания проходили в Барселоне, Лондоне, Кейптауне, Нью-Йорке)
- Трибунал 2014 года по Украине (проходил в Венеции)